# 張妙如
張妙如（12月3日—）是台灣的作家、漫畫家。出生於台北市北投區。

## 人物
- 畢業於服裝設計科系，1994年開始從事漫畫創作，1996年出版第一本漫畫書《春麗日記1》。1997年首次出版散文集《在地球表面漫步》。1998年開始與作家徐玫怡共同以傳真方式創作手寫體的《交換日記》圖文書，至2012年已發行15集。
- 2001年，張妙如隨挪威籍的丈夫阿烈得（Arild）移居美國西雅圖，於這段期間寫作《西雅圖妙記1~7》，並在2008年以《西雅圖妙記2》入圍第32屆金鼎獎之最佳漫畫書獎。2010年出版首部偵探小說《妒忌私家偵探社》系列，目前共出版3集。
- 2021年，張妙如與阿烈得離婚，在肺炎疫情艱困的情況下，回到台灣，在西雅圖的後半段生活均刊載於《張妙如手記：歐美隱藏版 2016-2019》。
- 2021年10月9日，張妙如於個人網站上發出新文章"360" ，內文提及：因為我要回西雅圖了，回到大王身邊。

## 圖文書

### 《交換日記》
《交換日記》系列：張妙如、徐玫怡合著 大塊文化出版 
- 《交換日記1》1998年
- 《交換日記2》1999年
- 《交換日記3》2000年
- 《交換日記4》2000年
- 《交換日記5》2001年
- 《交換日記6》2002年
- 《交換日記7》2003年
- 《交換日記8》2004年
- 《交換日記9》2005年
- 《交換日記10》2006年
- 《交換日記11》2008年
- 《交換日記12》2009年
- 《交換日記13》2010年
- 《交換日記14》2011年
- 《交換日記15》2012年
- 《交換日記16》2013年
- 《交換日記17》2014年
- 《交換日記18》2015年
- 《交換日記19》2016年
- 《交換日記20》2016年

### 《西雅圖妙記》
《西雅圖妙記》系列：大塊文化 
- 《西雅圖妙記1》2004年
- 《西雅圖妙記2》2007年
- 《西雅圖妙記3》2007年
- 《西雅圖妙記4》2008年
- 《西雅圖妙記5》2009年
- 《西雅圖妙記6》2011年
- 《西雅圖妙記7》2012年

### 《張妙如手記》
張妙如手記：歐美隱藏版 2016-2019  ：大塊文化 2020年

## 雜誌書
- 《miao雜誌-鞋子號》尖端出版 2000年
- 《miao雜誌-果凍號》尖端出版 2001年
- 《miao卡片書》大塊文化 2001年
- 《m＆m Mook 1：來我家》張妙如、徐玫怡等合著 大塊文化 2002年
- 《m＆m Mook 2：日日是好日》張妙如、徐玫怡合著 大塊文化 2005年

## 小說
- 《妒忌私家偵探社：活路》（張妙如推理小說1）大塊文化 2010年
- 《妒忌私家偵探社：鬼屋》（張妙如推理小說2）大塊文化 2010年
- 《妒忌私家偵探社：姊妹花之死》（張妙如推理小說3）大塊文化 2010年
- 《妒忌私家偵探社：女神》（張妙如推理小說4）大塊文化 2014年

## 漫畫

### 《春麗日記》
《春麗日記》系列：尖端出版 
- 《春麗日記1》1996年
- 《春麗日記2》1997年
- 《春麗日記3》1997年
- 《春麗日記4》1999年
- 《春麗日記5》2001年

### 《懶人球》
《懶人球》系列：時報文化
- 《懶人球1》1997年
- 《懶人JO決定版》1998年

### 其它
- 《紅玫瑰與白玫瑰》尖端出版 1996年
- 《瞎拼三人組》1999年 時報文化
- 《明星花露露》2000年 時報文化
- 《張妙如的四格倉庫》2002年 時報文化

## 散文、詩歌
- 《在地球表面漫步》大塊文化1997年
- 《光合作用》大塊文化 1998年
- 《愛情與婚姻的5%差異》大塊文化 2000年

## 外部連結
- 張妙如個人網站 （页面存档备份，存于）